# NGC 498
NGC 498 là một thiên hà dạng thấu kính nằm trong chòm sao Song Ngư và cách Trái đất khoảng 260 triệu năm ánh sáng. NGC 498 được phát hiện bởi nhà thiên văn RJ Mitchell vào ngày 23 tháng 10 năm 1856.
NGC 498 là thành viên của Nhóm NGC 507  - một phần của Siêu đám Anh Tiên-Song Ngư.